# Kostel svatého Tomáše (Praha)
Kostel svatého Tomáše na Malé Straně je římskokatolický farní kostel při augustiniánském klášteře v Praze 1 na Malé Straně. Kostel zasvěcený sv. apoštolu Tomášovi byl založen již ve 13. století, jeho současná, vrcholně barokní podoba pochází z doby po přestavbě v první polovině 18. století.
Kostel má bohatou uměleckou výzdobu, mistrovská díla významných evropských malířů (P. P. Rubens, B. Spranger, K. Škréta) sochařů i řezbářů. Společně s přilehlým klášterem augustiniánů je chráněn jako kulturní památka.

## Historie

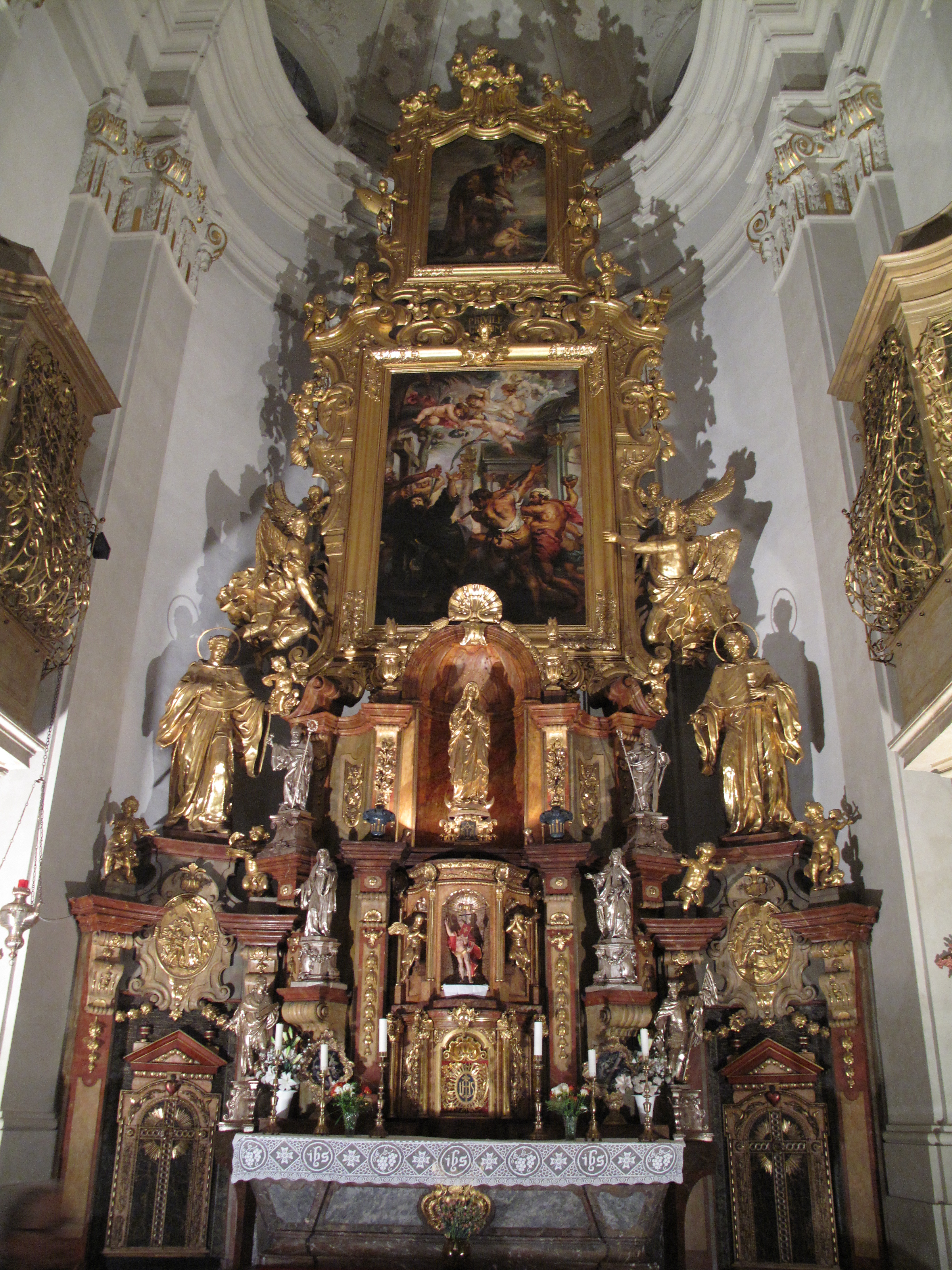
Hlavní oltář s kopiemi Rubensových obrazů, zlacenou sochařskou výzdobou J. A. Quitainera a menšími postříbřenými sochami od F. M. Brokofa a jeho žáka

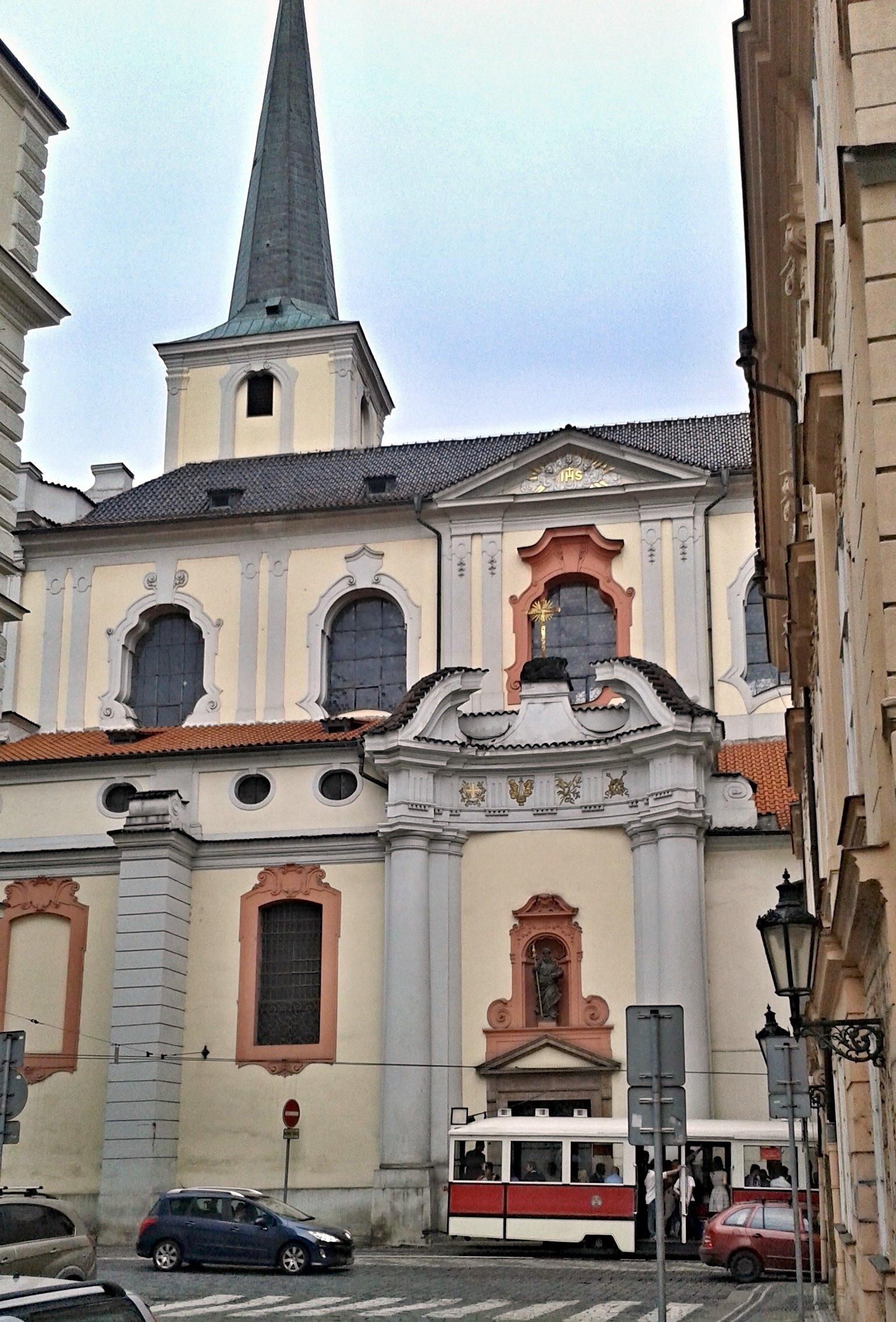
Boční pohled na kostel od Josefské ulice

Kostel byl vybudován v letech 1285 až 1379 na místě stejnojmenného staršího kostela, připomínaného již k roku 1228, který byl nejspíš současně s výstavbou nového chrámu postupně bořen. Výstavba probíhala v rámci budování nového kláštera řádu augustiniánů, které v roce 1285 pozval do Prahy český král Václav II. Presbytář s hlavním oltářem byl vysvěcen roku 1315. Z této stavby se dochovaly jen úseky zdiva po severní straně, sakristie s fragmenty gotických fresek a kaple sv. Doroty na jižní straně. Teprve po dostavbě trojlodí 17. dubna 1379 vysvětil papežský legát a kardinál Pileus de Prata celou baziliku a stavební práce pokračovaly ještě do roku 1405.
V červnu 1420 byl kostel husity vypálen, v roce 1503 jej zasáhl požár domů z Malostranského rynku a zásadně vyhořel v roce 1541 při velkém požáru Malé Strany a Hradčan. Zhruba v polovině 16. století začaly opravy stavby v renesančním slohu za účasti italského stavitele Bernarda di Alberto († 1590) a po jeho smrti pravděpodobně architekta Dominika de Barifis. 29. prosince 1593 se uskutečnilo jeho znovuvysvěcení, práce byly ukončeny až roku 1613. 
V letech 1727 až 1731 proběhla přestavba kostela bez zásahu do jeho dispozičního řešení, v hlavní lodi byly původní klenby nahrazeny tzv. českými plackami, zazděna okna pětibokého chóru a v lodi původní velká okna nahrazena menšími kasulového  tvaru, takže interiér potemněl.
Poslední generální oprava kostela proběhla v letech 1960 až 1971, další opravy včetně výměny krovu byly provedeny po roce 1990. Od 1. července 2004 je jediným farním kostelem na Malé Straně.
V roce 2022 se zde konal pohřeb české zpěvačky Hany Zagorové.
V roce 2025 zde proběhl pohřeb Anny Julie Slováčkové

## Popis

### Architektura
V jádru gotický trojlodní chrám stojí v jihozápadním nároží komplexu budov kláštera. Při severní lodí má štíhlou hranolovou věž krytou jehlancovou střechou, osová věž nad jižní lodí nikdy nebyla postavena, není objasněno proč. Původní zdivo chrámu je překryto bohatě členěnou štukovou kulisou architektury Kiliána Ignáce Dientzenhofera s kupolí nad chórem. Mezilodní arkády mají segmentové záklenky, stejně jako empory, dvě oratoře v chóru jsou zasklené. Hlavní průčelí kostela navrhl roku 1854 Jan Ripota.

### Malířská výzdoba
Nástropní malby od Václava Vavřince Reinera na kupoli a v kněžišti se týkají života sv. Tomáše, v lodi sv. Augustina.
U jednoho z nejvýznamnějších malířů té doby, Petra Paula Rubense, nechal v Antverpách roku 1637 zhotovit obrazy hlavního oltáře Umučení sv. Tomáše a menší Sv. Augustin převor kláštera Jan Svitavský. Originály jsou v Národní galerii. Před hlavním oltářem vlevo je oltář s renesančním obrazem sv. Šebestiána od Bartoloměje Sprangra. Na protějším oltáři je barokní vyobrazení sv. Rocha od Františka Xavera Palka.
Nejvýznamnější český malíř raného baroka, Karel Škréta, je autorem dvou obrazů Nanebevzetí Panny Marie a Nejsvětější Trojice (kolem roku 1644). Ty jsou umístěné na dalších dvou proti sobě v kněžišti stojících oltářích, v místě pod kupolí. Ze stejného Škrétova období je i obraz Očišťování Panny Marie (kolem roku 1645) umístěný v sakristii, zatímco jeho zdejší asi nejvýznamnější dílo, sv. Tomáš z Villanovy (1671) na prvním oltáři vpravo po vstupu do chrámu pochází již z umělcova pozdního období.
V kostele je umístěna jedna z nejlepších prací malíře Antonína Stevense ze Steinfelsu, Ukřižování na oltáři Svatého kříže u středního pravého pilíře. Stevens je dále autorem kvalitního díla Svatý Mikuláš Tolentinský u vedlejšího pilíře směrem k oltáři a obrazů Svaté rodiny se sv. Annou a Janem Křtitelem a Narození Páně na oltářích u protějších pilířů.

### Sochařská výzdoba
Sochy nad hlavním (sv. Augustin) a bočním (sv. Tomáš) vchodem do kostela jsou dílem Jeronýma Kohla z roku 1728.
Ondřej Filip Quitainer (a dílna) vytvořil podle návrhu Jana Jiřího Heinsche sochy sv. Augustina, Vojtěcha, Víta a Václava na oltářích sv. Rodiny a sv. Jana Nepomuckého v levé boční lodi. Ty původně sloužily jako modely pro ze stříbra odlévané sochy pro hlavní oltář. Díky materiálu velmi drahé sochy byly o několik let později roztaveny a nahrazeny levnějšími postříbřenými dřevěnými, díly Ferdinanda Maxmiliána Brokoffa (sv. Augustin, Monika a Ludmila) a jeho žáka Ignáce Millera (Vojtěch, Vít a Václav). Ostatní řezbářské práce na hl. oltáři jsou dílem Quitainerova syna Jana Antonína, který je autorem bohatě zdobené kazatelny. Z jeho dílny pochází i další sochy na oltářích sv. Rocha a sv. Mikuláše Tolentinského.
Na oltáři Všech svatých vlevo při vstupu do kostela jsou dvě raně barokní sochy, sv. Rocha a Šebestiána, od Jana Jiřího Bendla. Obraz je dílem Jana Ongherse z doby kolem roku 1720.
V kapli sv. Doroty vpravo vedle chóru je instalován dřevěný gotický krucifix.

### Další díla
- Významné řezbářské práce: 17 oltářních architektur (z nich hlavní oltář navrhl Dientzenhofer), kazatelna, čela a postranice chrámových lavic mají vrcholně barokní rostlinné reliéfy ze 20. let 18. století, jednoduché vysoké lavice z roku 1616 patřily laickému bratrstvu Božího Těla; jsou umístěné na zpěvácké kruchtě.
- Tři těla světců z římských katakomb jsou v prosklených rakvích na oltářích sv. Kříže, sv. Šebestiána a sv. Anny.
- V podlaze kostela jsou dvě desítky náhrobních desek, vesměs významných představitelů dvorské šlechty (Lobkovicové, Martinicové, Vitanovští z Vlčkovic, Stubickové z Königsteinu, zaměstnanců císaře Rudolfa II. (osobní lékař Godfried Steeghius, španělský vyslanec Guillen de San Clemente, milánský vicekonzul Ferdinand Visconti-Sforza, a další), umělců (Aegidius Sadeler),[5], v presbytáři je společná hrobka španělských grandů.
- Ve dvou sakristiích jsou uložena barokní roucha a různé liturgické předměty (monstrance, kalichy, relikviáře).
- Zvony: Augustin od pražského zvonaře Leonharda Löwa z roku 1652 (jediný z původních čtyř), tři zvony nově odlil Petr Rudolf Manoušek roku 1981.

## Galerie

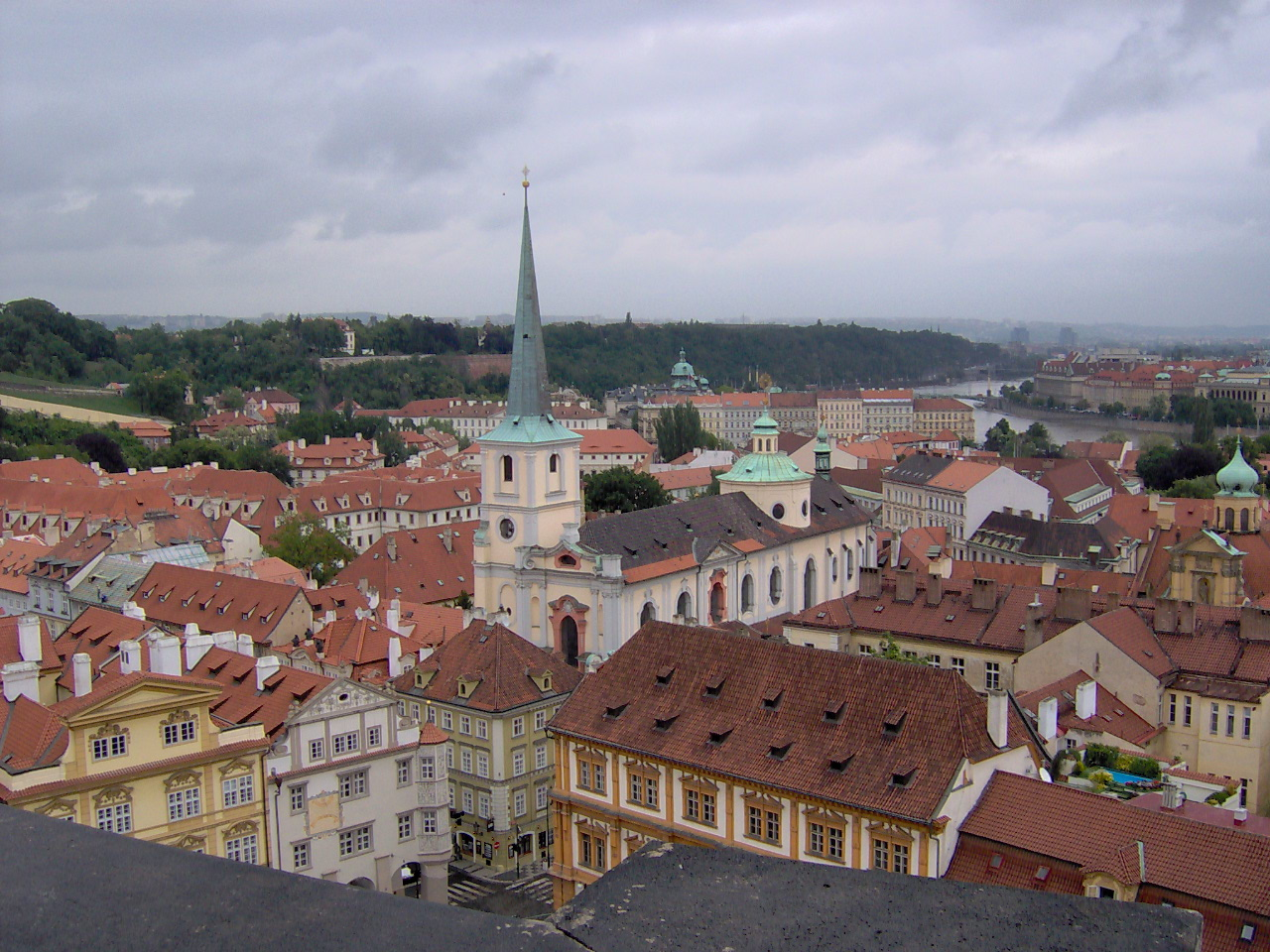
Kostel těsně obklopený zástavbou Malé Strany
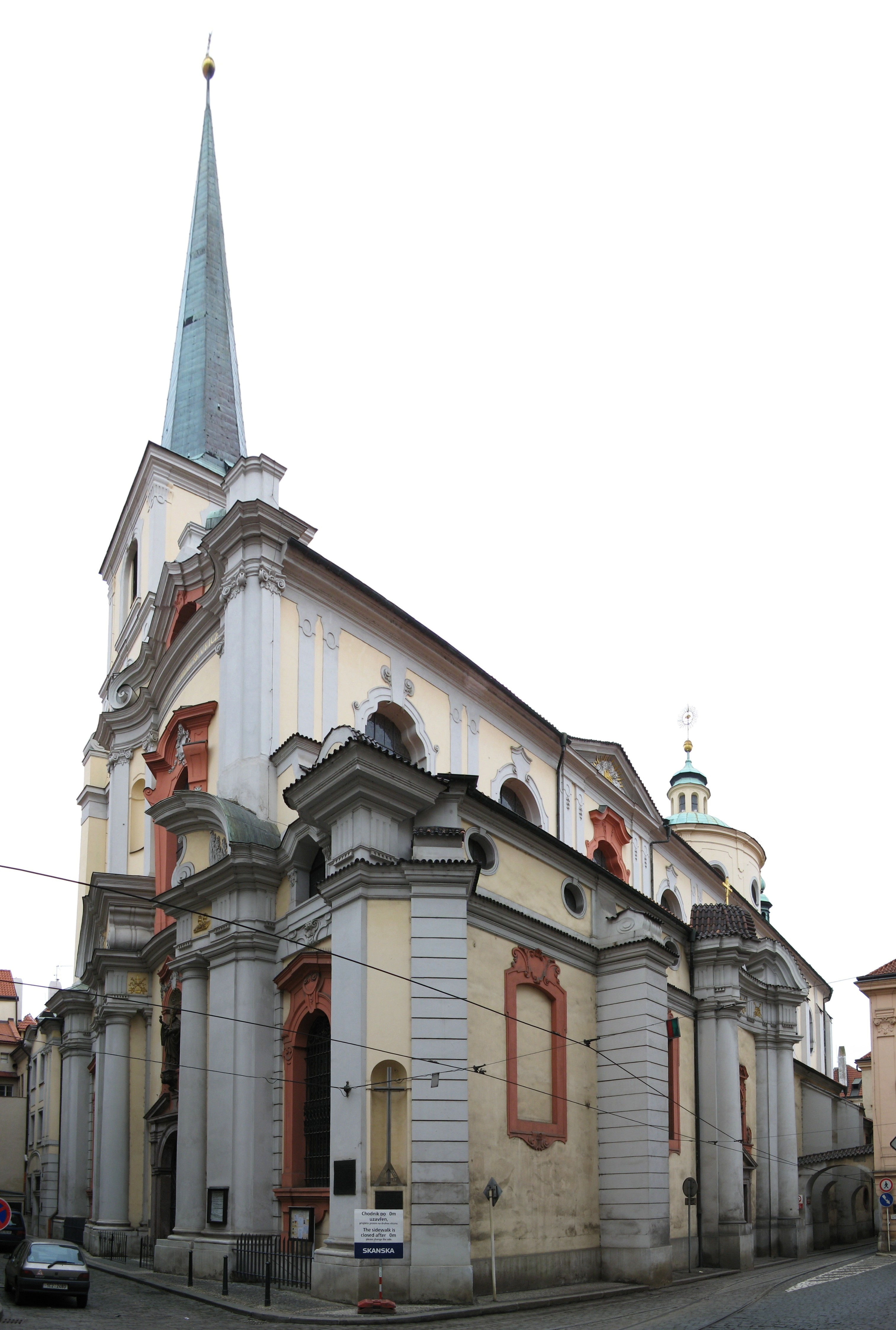
Celkový pohled na kostel
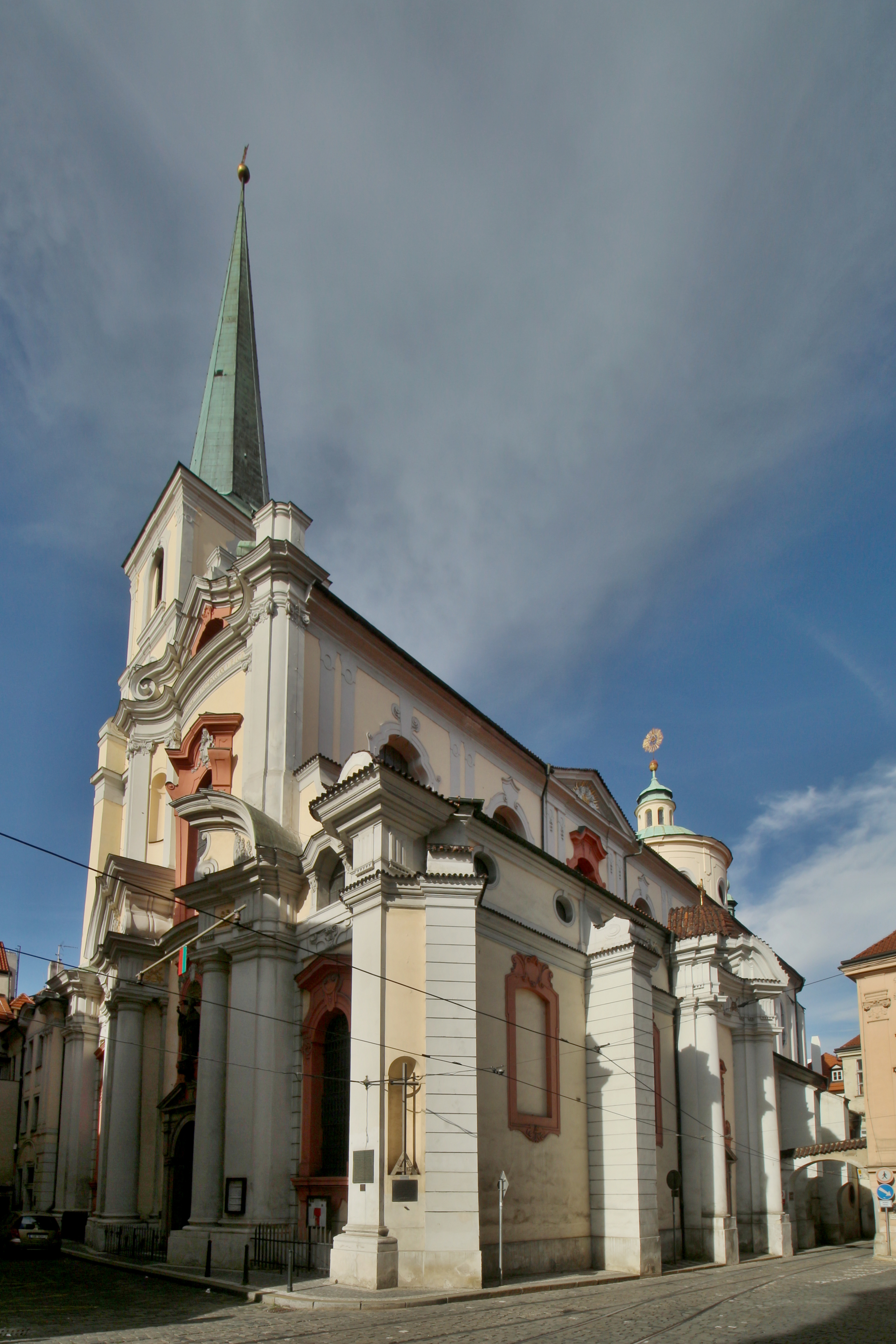
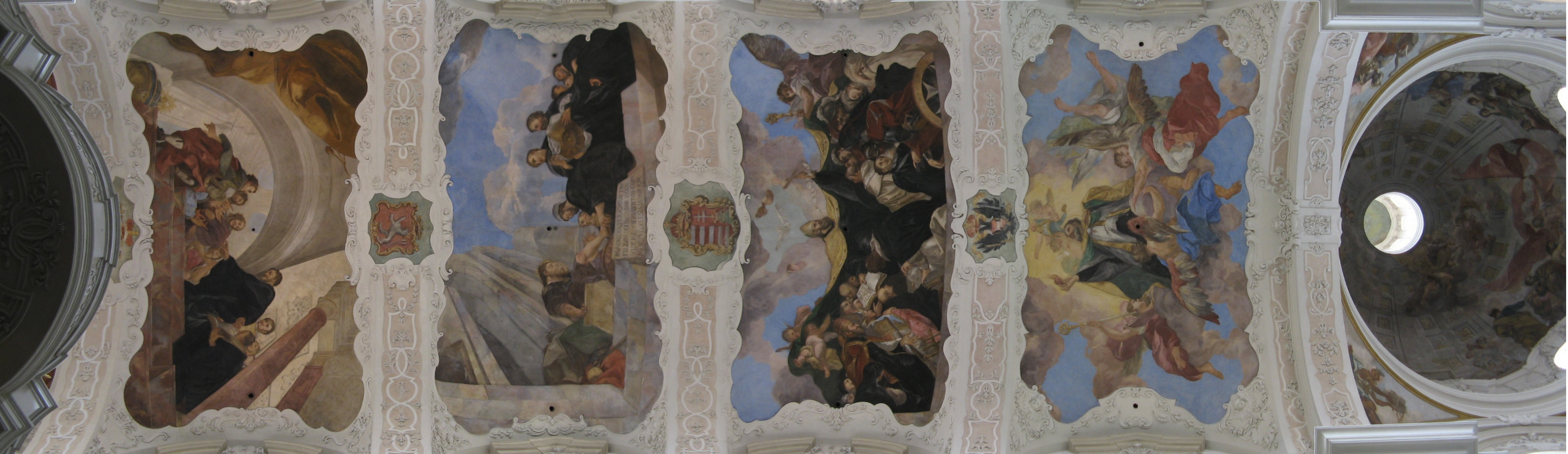
Nástropní malby
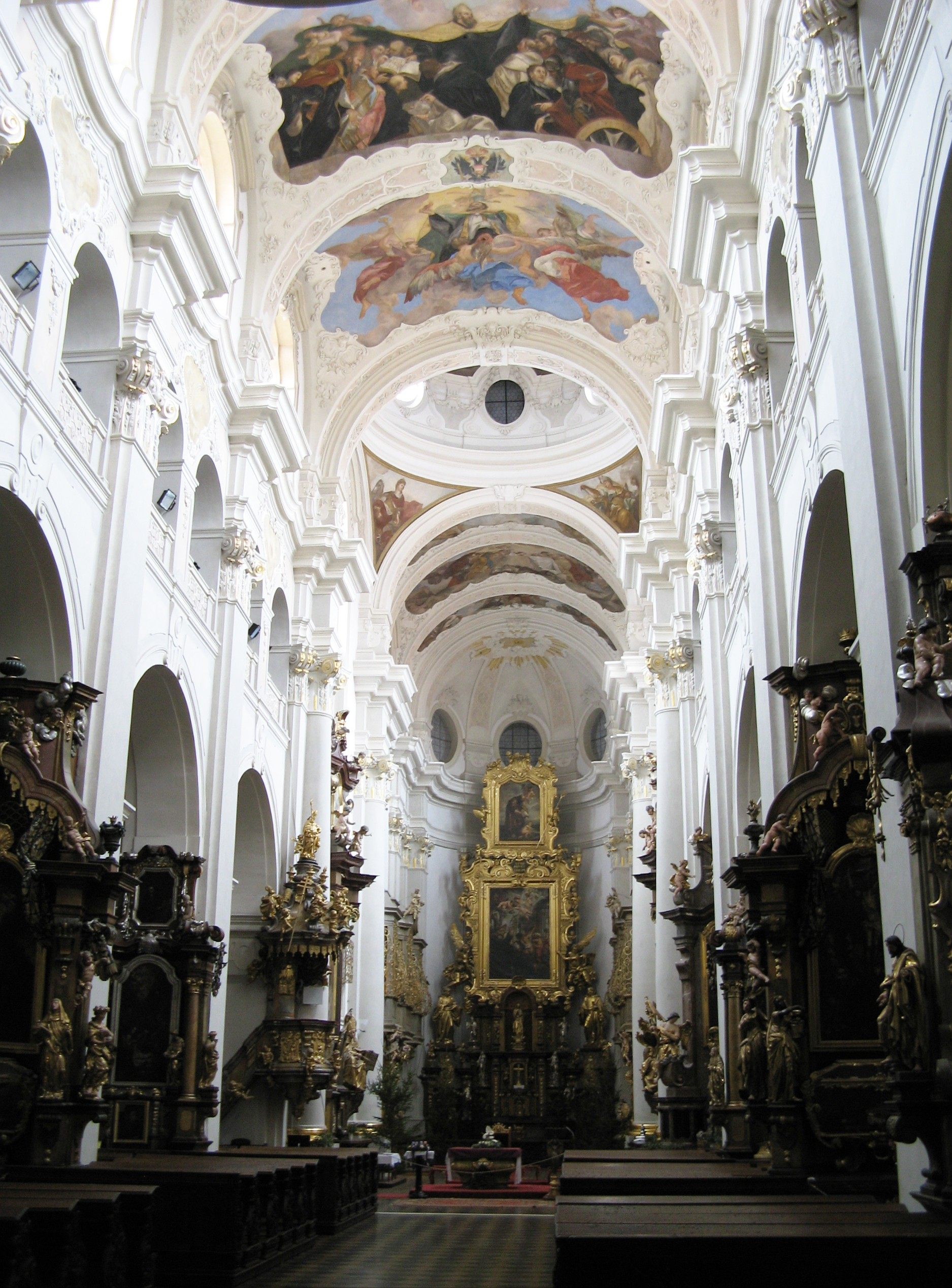
Pohled do lodi k hlavnímu oltáři
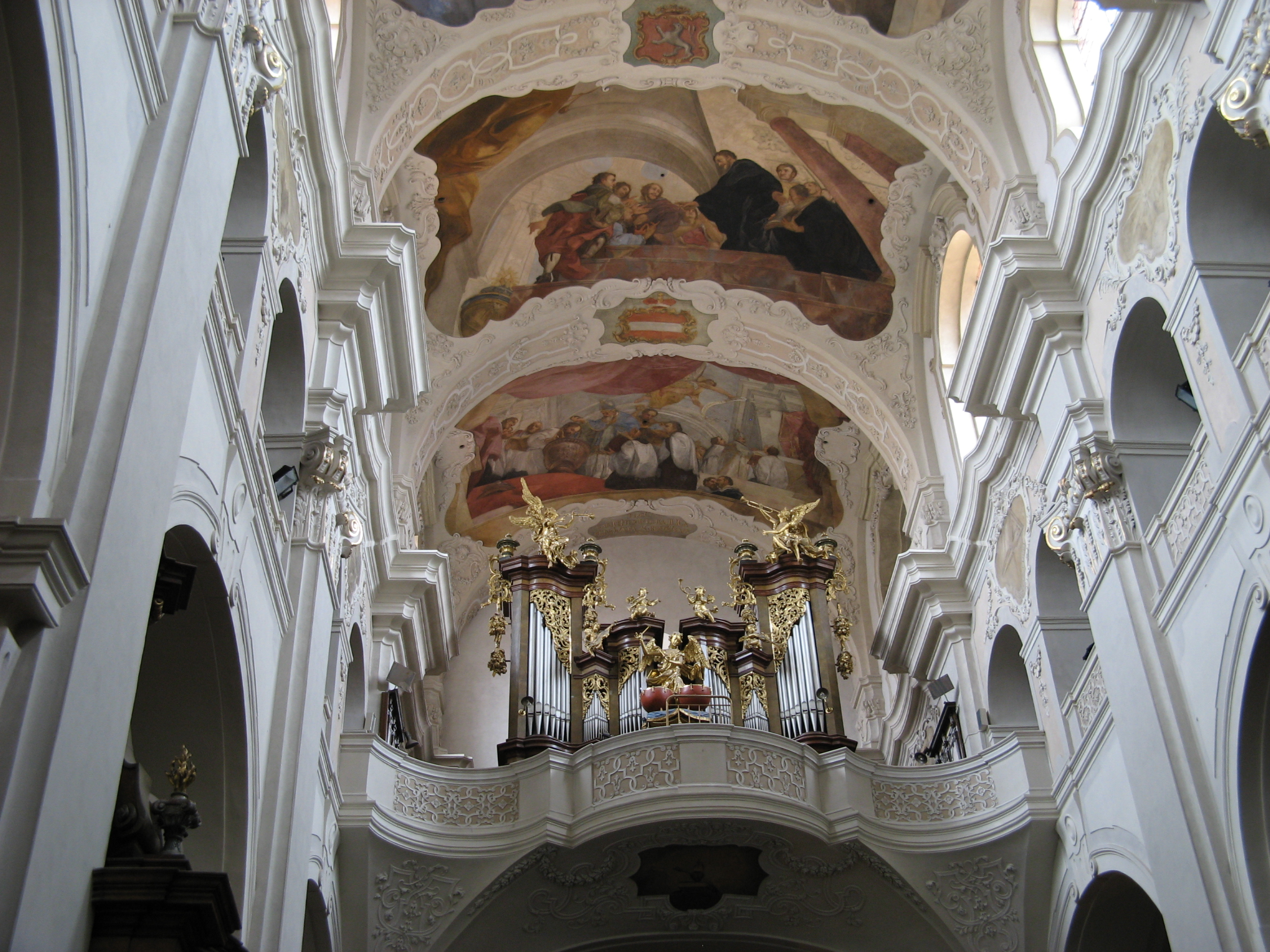
Varhany a Reinerovy fresky sv. Augustina
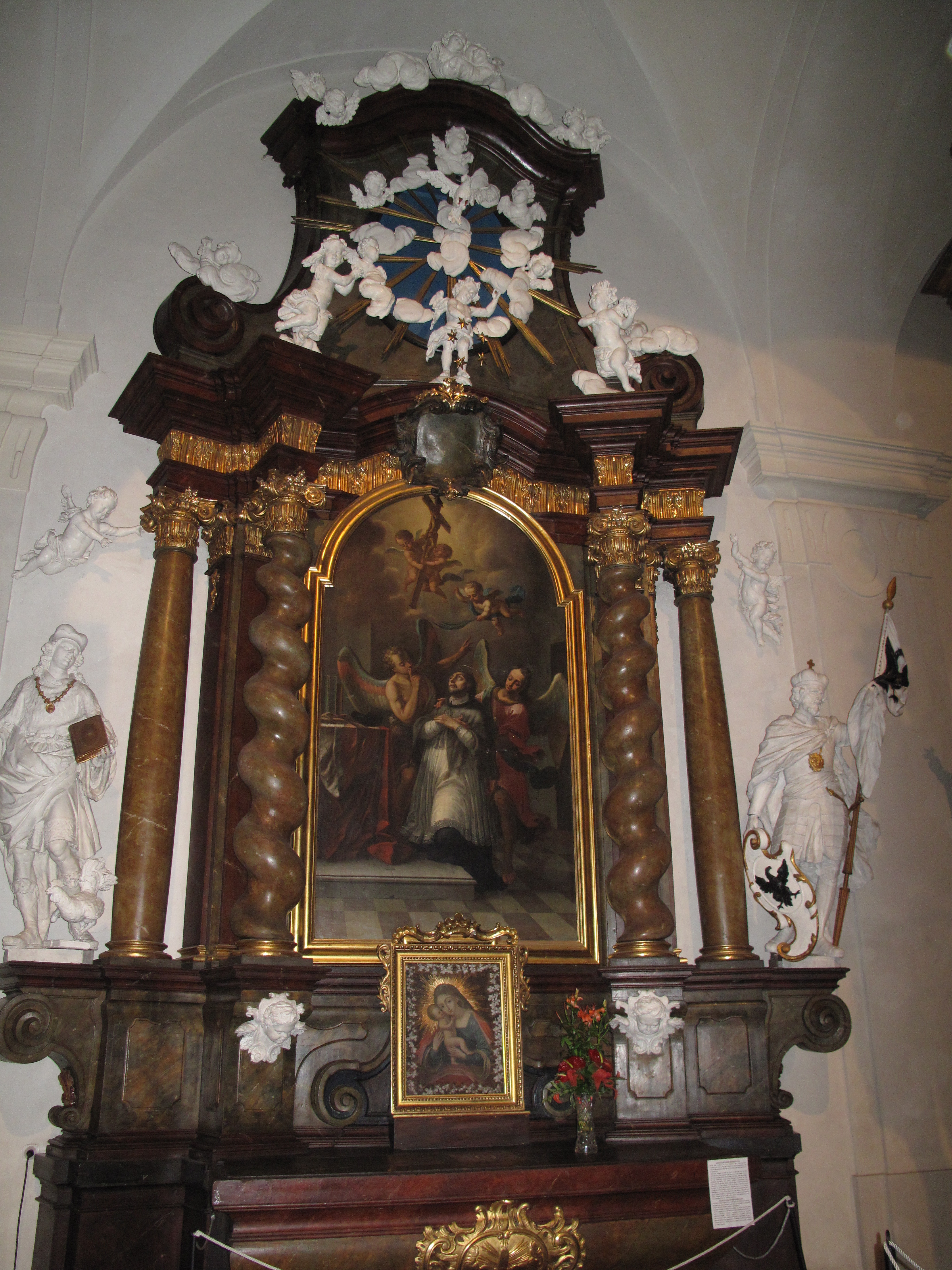
Sochy sv. Víta a Václava na oltáři sv. Jana Nepomuckého
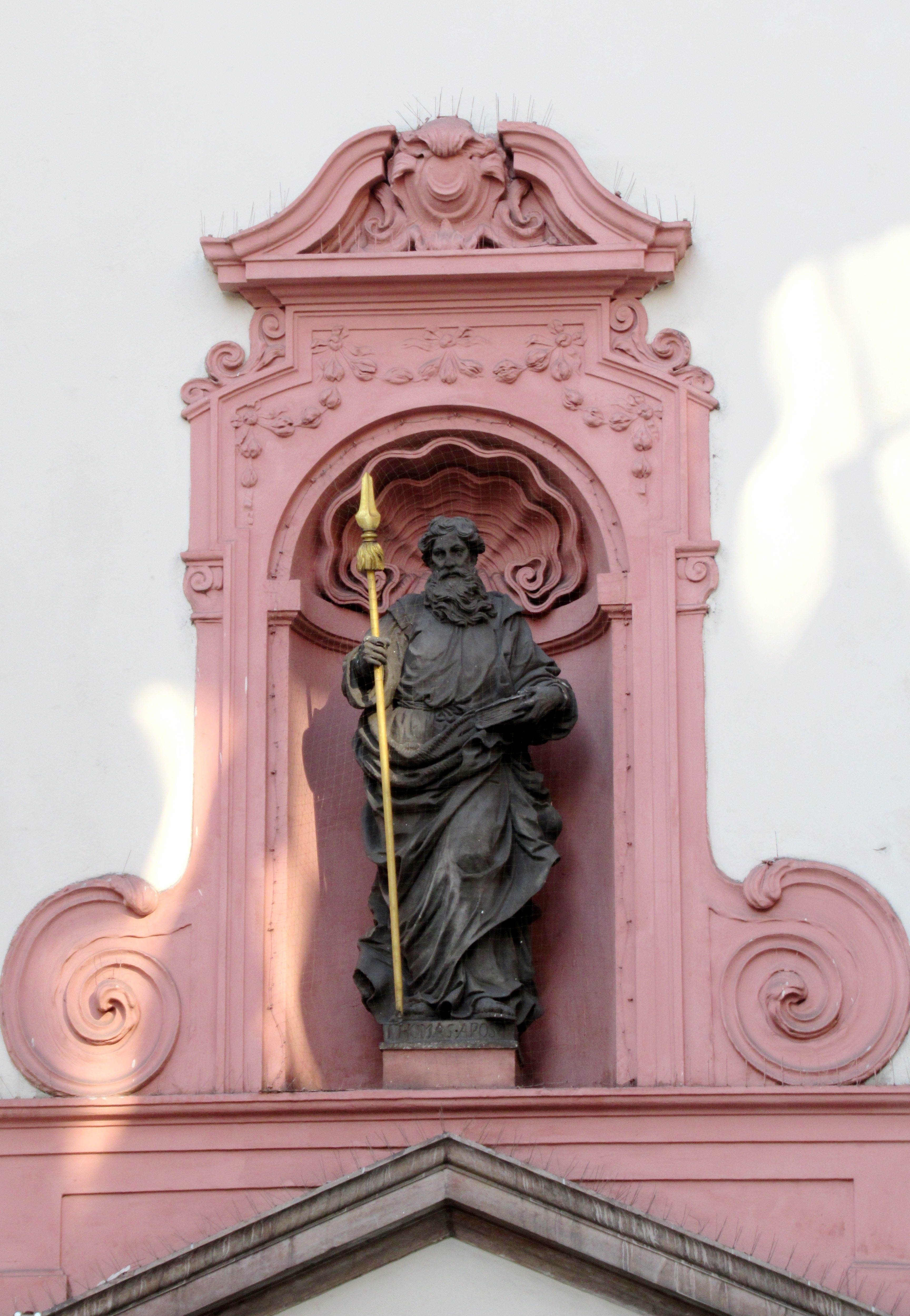
Socha sv.Tomáše nad bočním vchodem